# Parallelia masama
Parallelia masama là một loài bướm đêm trong họ Erebidae.